# علم رباعي
العلم الرباعي (بالإنجليزية: Quaternary science)‏، هو علم متعدد التخصصات الذي يعني بدراسة العصر الرباعي في آخر 2.6 مليون سنة. مبيناً الأدلة للاستنتاج على التغيرات البيئية والمناخية التي صاحبت كل هذه الفترة.